# Tillandsia krahnii
Tillandsia krahnii är en gräsväxtart som beskrevs av Werner Rauh. Tillandsia krahnii ingår i släktet Tillandsia och familjen Bromeliaceae. Inga underarter finns listade i Catalogue of Life.